# Flagge der Republik Altai

Flagge der Republik Altai

Die Flagge Altais ist die offizielle Flagge der autonomen Republik Altai innerhalb Russlands.
Die Flagge besteht aus vier horizontalen Streifen. Diese sind jeweils abwechselnd weiß und hellblau. Die Breite des großen Streifens beträgt 16/25, die der beiden kleinen jeweils 1/25 und die des unteren 1/4 der Flaggenbreite.
Die Farben haben folgende Bedeutung:
- Hellblau: Die hellblauen Streifen sind ein Symbol von Sauberkeit, Himmel, Berge, Flüsse und Seen des Altai.
- Weiß: Die weißen Streifen symbolisieren Ewigkeit, Aspiration zur Wiederbelebung, Liebe und Zustimmung der Völker der Republik Altai.

Die Flagge wurde durch den Künstler V. P. Chukuyev entworfen und am 2. Juli 1992 offiziell angenommen. Am 3. März 1993 wurden Regularien der Flagge angenommen und das Seitenverhältnis 1:2 festgelegt. Am 29. Juni 1994 wurden die Proportionen auf 2:3, am 24. April 2003 schließlich wieder auf 1:2, geändert.